# Tevecine
Tevecine fue una programadora y productora de televisión colombiana.

## Historia
Tevecine fue fundada en 1987 por un grupo de empresarios conformados por los dramaturgos Carlos José Reyes y Jorge Alí Triana (que antes trabajaron en la serie Revivamos Nuestra Historia producido por Promec Televisión para la programadora de Producciones Eduardo Lemaitre), además el representante legal de la empresa era Jorge Ospina Cantor que también fundó otra programadora como es Coestrellas. 
En sus inicios Tevecine era una sociedad limitada y en 1989 se transformó de sociedad limitada a sociedad anónima, en sus inicios la empresa reflejaba la realidad social de sus producciones y además tuvo una infraestructura para tener sus equipos de grabación para los diversos programas de la empresa y se hizo una apuesta nueva para finales de los 80 y comienzos de los 90 para producir entre ellos comedias, dramatizados y periodísticos. 
Tevecine se mantuvo en las licitaciones de programadoras entre 1987 y 1991 operando en la Cadena 1.
En 1991 se presentó a la licitación de la Cadena Uno y el Canal A, saliendo favorecida en la Cadena Uno con 14 horas de programación.
Durante la licitación que adjudicó los espacios de televisión entre 1992 y 1997, Tevecine se constituyó en una de las mayores concesionarias, operando en la Cadena Uno (hoy Canal 1).
En 1995 se fundó TV Móvil que era una productora de los mismos socios de Tevecine que poseía sus propios equipos de grabación, unidad móvil y posproducción para los diferentes espacios de esta programadora, anteriormente esta empresa prestaba equipos de grabación, unidad móvil y posproducción a Inravisión, Prontevé, Lumen 2000 Televisión Colombia y Producciones Televídeo y en varias ocasiones a Provídeo y JJV Televisión, Videoclips Imaginar, AMD Estudios, DFL Estudios y Orión TV.
Entre febrero y marzo de 1996 Tevecine se presentó a una minilicitación para ocupar los espacios que dejó Producciones Cinevisión programadora por la cual se retiró en octubre de 1995 debido a una crisis financiera que atravesaba, las programadoras favorecidas fueron Jorge Barón Televisión, Nuevos Días Televisión, RTI Televisión y Tevecine, pero esta última rechazó la propuesta y finalmente Audiovisuales siguió ocupando los espacios que iba a ocupar Tevecine hasta el 31 de diciembre de 1997, anteriormente le fue favorecido para las 24 horas de programación de lunes a viernes.
En 1997 se presentó a la licitación de la Cadena Uno y el Canal A, saliendo favorecida en el Canal Uno con 14 horas de programación.
Durante la licitación que adjudicó los espacios de televisión entre 1998 y 2000, Tevecine se constituyó en una de las mayores concesionarias, operando en el Canal Uno.
El 3 de marzo de 2000, Tevecine le devuelve los espacios a la Comisión Nacional de Televisión (CNTV) y renunció a la concesión de espacios luego de haber obtenido los espacios en las licitaciones anteriores y es la primera programadora del Canal Uno en devolver los espacios a la CNTV debido a la crisis financiera de los canales públicos y algunas programadoras que atravesaban por la llegada de los canales privados de Caracol Televisión y RCN Televisión, después le adjudicaron los espacios a Audiovisuales a los horarios que tenía Tevecine. 
En 2003, el productor de cine y televisión, Andrés Calderón, adquiere el control de Tevecine, gracias a la ley 550 de quiebras de la Superintendencia de Industria y Comercio.
El 30 de diciembre de 2003, Tevecine es liquidada tras de 16 años de trayectoria y reconocimiento en la industria de la televisión colombiana, tanto como una productora y una programadora.
Los archivos materiales fueron cedidos a la RTVC Sistema de Medios Públicos. 
En 2007, fue lanzada la productora llamada Dynamo Producciones que es como la a continuación de Tevecine.

## Convenios de programadoras
Tevecine tuvo convenios de programadoras con Producciones Cinevisión, a principios y finales de los 80s. y a principios, mediados y finales de los 90s, también tenia convenios con Jorge Barón Televisión, RTI Televisión, Caracol Televisión, Producciones Cinevisión, Universal Televisión (Uni TV), CPT Televisión y Audiovisuales.